# Thomas Kreuzmann

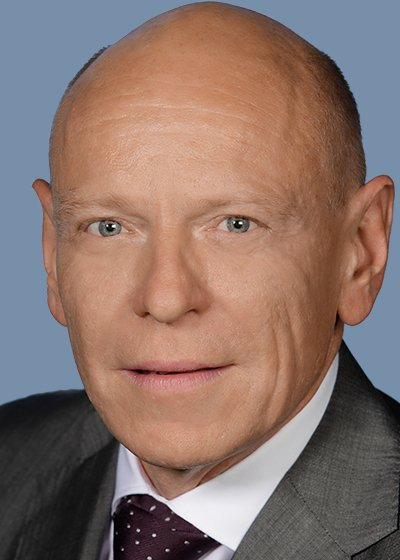
Thomas Kreuzmann, MdHB

Thomas Kreuzmann (* 10. Juni 1958 in Hamburg) ist Studienrat und ein Hamburger Politiker der CDU.

## Leben und Politik
Thomas Kreuzmann ist ledig und Vater eines erwachsenen Sohnes.
Er machte 1978 das Abitur und war anschließend Zeitsoldat. Von 1982 bis 1988 studierte er und war von 1988 bis 1990 Referendar. Seit 1990 ist er Studienrat im Schuldienst.
Durch seine Eltern wurde Kreuzmann in der Familie früh mit der Politik konfrontiert und sitzt heute mit ihnen zusammen im Vorstand des CDU-Ortsverbandes Bramfeld/Steilshoop, dessen Vorsitzender er ist. Seine Spezialgebiete in der politischen Arbeit sind Haushalt und Finanzen, Technik und Verwaltungsmodernisierung, Sport, Umwelt, Sozialpolitik, Erziehung sowie Schulpolitik. 
Von März 2008 bis 2020 war Kreuzmann Mitglied der Hamburgischen Bürgerschaft. Er wurde auf Platz eins der CDU-Liste im Wahlkreis Bramfeld – Farmsen-Berne am 20. Februar 2011 und am 15. Februar 2015 wiedergewählt. In der Bürgerschaft war er Mitglied des Haushaltsausschusses, der Ausschüsse für IuK-Technik und Verwaltungsmodernisierung (Fachsprecher), für Vermögen und Öffentliche Unternehmen, für die Prüfung der Haushaltsrechnung, des Sportausschusses (Fachsprecher, bis 2015 Vorsitzender) und des Umweltausschusses (Fachsprecher für Ökologischen Verkehr).
Ab März 2015 war Kreuzmann Mitglied im Präsidium der Hamburgischen Bürgerschaft.